# Rudolf Frommer
Dans les noms hongrois, le nom de famille précède le prénom, mais cet article utilise l’ordre habituel en français, où le prénom précède le nom.
Rudolf Frommer (1868-1936) est un ingénieur hongrois né et mort à Budapest.

## Biographie
Son œuvre se concentra sur la conception de pistolets fabriqués par FÉG. Entré comme directeur financier en 1896, il devint rapidement l'ingénieur en chef, pour finir PDG de la firme. Il prit sa retraite en 1935. Sa contribution industrielle et armurière le fit anoblir.